# Piccoli fans
Piccoli fans è stato un programma televisivo per bambini scritto da Marcello Mancini andato in onda ogni domenica su Rai 2 dapprima nella fascia pomeridiana dal 1984 al 1987, in seguito dal 1987 al 1989 in quella di mezzogiorno per un totale di sei edizioni.

## Edizioni e conduttrici
La prima edizione della fortunata trasmissione fu condotta da Fiammetta Flamini, già famosa per essere stata valletta di Corrado nella seconda edizione di Domenica in: il programma consisteva nell'esibizione canora di alcuni bambini che interpretavano canzoni dei loro beniamini. Il più fortunato di loro avrebbe incontrato a fine trasmissione il suo idolo che usciva, strappandola, da una porta di carta su cui era disegnato un enorme punto interrogativo. La sigla finale della prima edizione del programma fu Fuoco fuoco interpretata dalla stessa Fiammetta Flamini.
Dalla seconda alla sesta edizione la conduzione del programma fu invece affidata alla popolare attrice Sandra Milo facendo registrare grossi livelli di gradimento e di share tanto che, ancora oggi, la trasmissione è spesso associata alla verve e al carisma della Milo. Con l'arrivo della nuova conduttrice, il meccanismo della trasmissione cambia leggermente: in ogni puntata, infatti, viene ospitato un cantante (reso noto fin dall'inizio della puntata) ed i bambini in gara si cimentano nel cantare canzoni di quel cantante. Frequenti le interazioni fra il piccolo fan e il cantante ospite che, in caso di difficoltà o imbarazzo del piccolo interprete, lo aiuta e lo sostiene nell'esibizione. Una fra tutte quella fra Ivan Graziani e la piccola Siria Lentini in "Taglia la Testa al Gallo".
Con l'arrivo di Sandra Milo viene adottata nel 1987 la sigla iniziale Il ballo del che cos'è girata a Torino nella scuola di danza Teatro di Torino di Loredana Furno con la regia di Marco Melega e il contributo degli allievi delle varie classi della scuola. I piccoli ballerini furono poi invitati a Roma in trasmissione; viene anche adottata una nuova sigla finale: Come si fa interpretata dalla stessa attrice.
Tra i moltissimi bambini che parteciparono alla trasmissione ci fu Pamela Petrarolo, cantante in seguito diventata famosa con la trasmissione Non è la Rai, ma anche la cantante Mariangela e la Direttrice Artistica del Teatro dell'Arte Italiana, autrice, regista ed attrice Siria Lentini.

### Prima edizione
La prima puntata andò in onda il 28 gennaio 1984, ogni sabato e domenica pomeriggio, generalmente dalle ore 14 alle 15.30, condotta da Fiammetta Flamini. Il 24 giugno fu trasmessa l'ultima puntata della stagione.
Gli autori erano Marcello Mancini e Carla Vistarini. Il programma era a cura di Sylvia Del Papa. La scenografia era firmata da Tommaso Passalacqua, mentre il direttore della fotografia era Giuliano Santi. La regia della prima stagione era affidata a Carlo Nistri.

## Sigle della trasmissione
- Fuoco fuoco interpretata da Fiammetta Flamini
- Come si fa interpretata da Sandra Milo
- Les premieres sourires de Vanessa eseguito da Richard Clayderman
- Bambini Forever interpretata dai Righeira
- Il ballo del che cos'è
- Tic tac notte e giorno

## Registi
I registi della trasmissione sono stati: Carlo Nistri solo per la prima edizione del 1983-84, seguito nella stagione successiva, fino al 1986-87, da Pino Leoni, e per ultimo fino al 1989, Raul Morales.